# 石川伸子
石川 伸子（いしかわ のぶこ、1969年12月3日 - ）は、日本のフリーアナウンサー。元RKB毎日放送アナウンサー。

## 来歴・人物
- 熊本県熊本市出身。
- 熊本県立熊本高等学校、早稲田大学第一文学部人文専修卒業後、1992年、RKB毎日放送入社。
- RKB時代からスポーツ系番組を担当し、当時の福岡ダイエーホークス関係の取材も積極的にこなしたほか、そのほかの企画にも体当たりで臨んだ。
- その後、RKBを退社してフリーアナウンサーとなり、上京。主にTBSラジオのプロ野球中継を中心としたスポーツ関連番組に出演。
- 2012年3月31日放送の『サタデースポーツ&ニュース』において、同年4月から、保育士に転職することを報告して番組を降板（当日の発表以前から保育士の資格を取るための勉強をしていると同番組内で発言していた）。同時に所属していたアナウンサー事務所Chatbelle（シャベール）を辞める。こうして20年にわたるアナウンサー生活に区切りを付ける。なお、転職した現在でも、TBSラジオから、出演を依頼されることがある（例として2013年元日のスポーツ特番など）。
- 趣味はピアノやスポーツ観戦。

## 出演番組

### フリー転向後
- サタデースポーツ&ニュース（TBSラジオ、パーソナリティ）…出演期間は2010年4月 - 2012年3月
- エキサイトベースボールジョッキー（TBSラジオ、キャスター）
  - キャッチ・ザ・ベースボール（TBSラジオ、アシスタント）
  - ザ・ベースボール ジョッキー（TBSラジオ、アシスタント）

### RKB時代
- 鷹パラダイス（キャスター及びディレクター）
- スポーツパラダイス（キャスター）
- スポーツ&ニュース（キャスター）
- ぽっぷん王国ミュージックスタジアム（RKBラジオ版のパーソナリティ）